# Arcángel Gabriel (Supernatural)
El arcángel Gabriel es un personaje ficticio de la serie de televisión de fantasía y terror estadounidense Supernatural, conocida como Sobrenatural en España. El papel del arcángel Gabriel es interpretado por el actor Richard Speight jr , quien también dirigió algunos episodios de la serie.Este personaje desempeña un papel recurrente en la trama.
En sus primeras apariciones en la serie, Gabriel oculta su verdadera identidad y se presenta como un dios pagano conocido como el "Bromista", caracterizado por un marcado sentido del humor y por aplicar "castigos irónicos" a sus víctimas (entre ellas, Sam y Dean Winchester). Sin embargo, en la quinta temporada se revela que en realidad es uno de los cuatro arcángeles dentro de la mitología de la serie, junto con Miguel, Rafael y Lucifer.

## Personalidad
Actuando como un semidiós, Gabriel se comporta de manera traviesa y disfruta jugando con sus víctimas, humanos que, según él, necesitan ser bajados de su pedestal. Abraza un estilo de vida hedonista, incluyendo el afán por los dulces que caracteriza a deidades menores de su tipo. Incluso después de revelarse como un arcángel, sigue utilizando el engaño para alcanzar sus objetivos y protegerse. A menudo muestra un tono sarcástico. 
La forma de actuar de Gabriel es la más humana de todos los ángeles, posiblemente debido a su larga estancia en la Tierra. A pesar de sus muchos defectos, Gabriel tiene a los humanos en alta estima, algo que ninguno de los otros arcángeles, ni siquiera Miguel, comparte.
Nada se sabe de su ente, aunque la familiaridad de los dioses paganos con él indica que Gabriel la ha poseído durante mucho tiempo, posiblemente siglos.

## Biografía

### Primeros años
Como el arcángel más joven, Gabriel vivió en el Cielo junto a su padre y hermanos. Se menciona que el Cuerno de Gabriel era, según sus propias palabras, “uno de los juguetes favoritos de Papá con el que nunca me dejaron jugar”. Cuando Dios creó a los seres humanos y ordenó a los ángeles postrarse ante ellos, Gabriel obedeció, mientras que Lucifer se rebeló. Gabriel también comentó que lo que los humanos llaman el Apocalipsis, él lo considera como “la cena del domingo en su familia”. Cansado de las constantes luchas entre sus hermanos en el Cielo, Gabriel decidió huir a la Tierra miles de años antes de los acontecimientos mostrados en la serie, donde tomó posesión de su verdadero ser y adoptó el papel de un bromista (“trickster” pagano). 
En este rol, Gabriel solía impartir lo que llamaba “castigos irónicos”, es decir, castigaba a las personas de una manera que se ajustaba, de forma irónica, a lo que él consideraba su “delito”. Aunque amaba profundamente a su padre y hermanos, no pudo tomar partido en sus disputas. Durante su tiempo en la Tierra, Gabriel entabló amistad con varios dioses paganos, quienes llegaron a conocerlo como Loki.

### Segunda temporada
Gabriel hace su primera aparición en el episodio "Tall Tales", donde provoca que diversas leyendas urbanas violentas se conviertan en realidad, causando la muerte de varias personas. Dean y Sam acuden a investigar tras oír sobre las extrañas muertes, sin saber que se toparían con Gabriel, disfrazado como el portero de la universidad. 
Más adelante, Bonet tranquiliza a los hermanos y les explica a qué se están enfrentando. No obstante, Gabriel ya los estaba esperando y les ofrece una solución pacífica: los dejará en paz si le permiten irse a aterrorizar otra ciudad.
Sin embargo, los Winchester, con la ayuda de Bobby, lo atacan. Aunque Gabriel elude sus ataques con facilidad, Dean consigue apuñalarlo en un momento de distracción, lo que provoca que sus creaciones desaparezcan y la lucha termine. A pesar de que los cazadores creen haberlo eliminado, Gabriel en realidad sobrevive a la pelea, ya que había creado una copia de sí mismo para que lo sustituyera durante el combate. Además, siendo un arcángel, la estaca no le habría causado daño alguno, pero deseaba mantener su disfraz intacto.

### Tercera temporada
Gabriel reaparece casi una temporada más adelante en el episodio Mystery Spot,donde nuevamente es la causa de un fenómeno extraño. Esta vez, Sam y Dean se encuentran atrapados en un bucle temporal aparentemente interminable, en el que Dean muere repetidamente de formas cada vez más absurdas, mientras Sam es incapaz de evitarlo.
Solo después de cientos de repeticiones, Sam se percata de que un bromista es el responsable. Tras localizar al culpable, lo amenaza con matarlo utilizando una estaca cubierta de sangre. Esto obliga a Gabriel a revelarse y a romper el ciclo temporal. Sin embargo, aunque el bucle se rompe, Dean vuelve a morir.
En los meses que siguen, Sam se convierte en una persona más fría y calculadora, obsesionado con encontrar a Gabriel y dispuesto a eliminar cualquier amenaza que se interponga en su búsqueda.
Finalmente, es Gabriel quien busca a Sam para hacerle entender su mensaje: que los hermanos Winchester se sacrifican una y otra vez el uno por el otro, lo cual no trae nada bueno. Le dice que, cuando los seres queridos mueren, uno debe aprender a aceptarlo y seguir adelante.
A pesar de esto, Sam le suplica a Gabriel que lo regrese al miércoles inicial, para tener otra oportunidad de salvar a Dean. Gabriel accede, lamentando que, a pesar de todo, la situación original no habría tenido un mejor desenlace.

### Quinta temporada
Gabriel les tiende una trampa a Dean y Sam, encerrándolos en una serie de programas de televisión, con el objetivo de enseñarles que deben aceptar sus roles como los receptáculos de Miguel y Lucifer. Gracias a las palabras de Castiel, los hermanos finalmente se dan cuenta de que Gabriel siempre ha sido un ángel, y lo atrapan en un círculo de fuego sagrado. Gabriel admite que es el Arcángel Gabriel y confirma que están destinados a ser los receptáculos, ya que reflejan la relación entre Miguel y Lucifer: Miguel, el hermano mayor que obedecía a un padre ausente, y Lucifer, el hermano menor que se rebelaba. Además, confiesa estar harto de la guerra celestial que lleva siglos, y que no le importa quién gane, ya sea el Cielo o el Infierno; solo quiere que todo termine, sin importarle las consecuencias.
En el episodio Hammer of the Gods, Gabriel reaparece en medio de una reunión de dioses paganos que planean invocar a Lucifer para matarlo. Gabriel intenta advertirles que no podrán contra él, pero los dioses no conocen su verdadera identidad al principio. Lucifer llega y mata a todos los dioses paganos (como Ganesha, Barón Samedi, Odín y Mercurio), excepto a Kali, con quien Gabriel había tenido un romance y ambos aún sentían algo el uno por el otro, a pesar de lo sucedido. En ese momento, Gabriel interviene para ayudar a Kali y a los Winchester. Enfrenta a su hermano Lucifer, y cuando este le pregunta si también lo traicionará como lo hicieron Miguel y Dios, Gabriel responde que no está del lado de nadie, sino del lado de la humanidad. Expresa que Dios tenía razón al decir que los seres humanos, a pesar de sus defectos, son superiores a los ángeles debido a su capacidad de amar y perdonar incondicionalmente.
Gabriel intenta matar a Lucifer por la espalda, usando una copia de sí mismo como señuelo, pero es descubierto y asesinado por su hermano. Antes de morir, entrega a Dean un DVD que inicialmente parece ser una película pornográfica, pero resulta ser un mensaje con instrucciones. En el video, Gabriel les advierte a los Winchester que, con su muerte, sus posibilidades de derrotar a Lucifer son mínimas, aunque no imposibles. Les explica que, si bien no pueden matarlo, sí pueden volver a encerrarlo en la prisión donde había estado. Para lograrlo, necesitan reunir las cuatro llaves: los anillos de los Cuatro Jinetes del Apocalipsis (Guerra, Hambre, Peste y Muerte). Gabriel se despide deseándoles suerte y mostrando su característico sentido del humor una última vez.

### Sexta temporada
Gabriel hace una aparición en The French Mistake, cuando Sam y Dean son transportados a un universo sin magia por Baltazar. En este lugar, un ángel que los seguía les dispara, y en ese momento aparece Gabriel, quien, aunque podría considerarse una versión de ese universo paralelo, demuestra que no es así al esquivar las balas sin esfuerzo. Antes de que se abra el portal que permitirá a los hermanos regresar a su dimensión, Gabriel se retira misteriosamente, dejando abierta la duda sobre su verdadera naturaleza en ese universo.

### Novena temporada
En el episodio Meta Fiction, Gabriel, a quien se creía muerto, reaparece haciendo notar su presencia a través de la señal de “Casa Erótica 14” que Castiel estaba viendo. Con el tiempo, se manifiesta físicamente en la habitación de motel de Castiel, pidiéndole ayuda para enfrentarse a Metatron. Cuando Castiel le pregunta cómo es posible que esté vivo, Gabriel responde con su característico humor: “no puedes vencer al truco del bromista”. Explica que había estado escondido en “el lugar más seguro del universo: el Cielo”.
Mientras deciden detenerse en una gasolinera Gas-N-Sip, un grupo leal a Metatron los ataca rápidamente. Antes de que los ángeles entren en la estación de servicio, Gabriel le asegura a Castiel que aún conserva parte de su poder de arcángel y puede mantener a raya a los enemigos el tiempo suficiente para que Castiel escape. Sin embargo, Castiel se da cuenta de que todo es una ilusión, ya que había rasgado su abrigo previamente, pero en la gasolinera no había ningún agujero.
Gabriel ruega a Castiel que escuche a Metatron, insinuando que él realmente está tratando de ayudarlo, aunque no puede dar detalles ya que solo ha visto partes del guion. Antes de desaparecer, Castiel le pregunta si realmente está muerto, pero solo recibe un enigmático gesto de cejas de Gabriel antes de que se desvanezca. Más tarde, Metatron comenta lo bien que Gabriel, siendo el Trickster, interpretó su papel en el engaño.

### Decimotercera temporada
La serie vuelve a sorprender con la reaparición de Gabriel, esta vez como prisionero de Asmodeo. Asmodeo lo ha capturado con la intención de usarlo para asesinar a Lucifer, utilizando la poderosa Daga del Arcángel. 

## Poderes y habilidades
Gabriel es uno de los seres más poderosos de Supernatural, gracias a su naturaleza como uno de los cuatro Arcángeles. Tras de la Caída de Lucifer, descendió a la tierra, tomando la identidad del dios pagano Loki, siguiendo el arquetipo divino del Trickster. Posee un poder destructivo increíble, lo suficiente como para destruir ciudades enteras. Antes de que los Winchester supieran que era un arcángel, Sam lo llamó "una de las criaturas más poderosas que jamás he conocido". Tanto Castiel como Sam afirman que Gabriel es mucho más poderoso que un simple bromista: de hecho, quizá tan sólo sea superado por Lucifer, Dios, la Muerte y Miguel. 
Entre sus poderes se encuentran:
- La creación de elementos.
- La alteración de la realidad.
- Súper fuerza.
- Telequinesis.
- Exorcismo.
- Regeneración.
- Espada del Arcángel.
- La capacidad de desterrar ángeles y dioses paganos con un chasquido de dedos.
- Resurrección de humanos.
- Sanación de heridas.
- Tele-transportación.
- Puede lanzar un haz de luz de su mano y quemar a todo el que lo toque.